# Cylindrifrons succandidalis
Cylindrifrons succandidalis is een vlinder uit de familie van de grasmotten (Crambidae), uit de onderfamilie van de Glaphyriinae. De wetenschappelijke naam van deze soort is voor het eerst gepubliceerd in 1886 door George Duryea Hulst.
Deze soort komt voor in de Verenigde Staten.